# Sachsenhäger Aue
Die Sachsenhäger Aue ist der etwa 7,5 km lange Quellfluss der Westaue im Norden des Landkreises Schaumburg in Niedersachsen (Deutschland).

## Verlauf
Die Aue setzt bei Nienbrügge westlich von Sachsenhagen durch die Alte Holpe (von Pollhagen) am Zufluss der Hülse (vom Bückeberg) fort und entwässert die Ostseite der Rehburger Berge und die Nordseite des Bückebergs.
Sie fließt von West nach Ost parallel an der Nordseite des Mittellandkanals durch Sachsenhagen und Auhagen und wechselt hinter Auhagen kurz vor der Landkreisgrenze beim Zufluss der Rodenberger Aue den Namen zu Westaue, die bei Bordenau in die Leine mündet.

## Nebenflüsse
- Bornau
- Schneebach
- Fuhlriehe
- Reeke
- Ziegenbach
- Grenzbach
- Flahbach